# لافينيا أغاتشي
لافينيا أغاتشي (من مواليد 11 فبراير 1968) هي لاعبة جمباز فني رومانية فازت بعشرة ميداليات في الأحداث الدولية الكبرى ، بما في ذلك الميدالية الذهبية للفريق في الألعاب الأولمبية الصيفية 1984 وثلاث ميداليات فضية في بطولة العالم 1983 وهي أيضًا بطلة أوروبا عام 1983 في عارضة التوازن.